# Angolagrönbulbyl
Angolagrönbulbyl (Phyllastrephus fulviventris) är en fågel i familjen bulbyler inom ordningen tättingar.

## Utseende och läte
Angolagrönbulbyl är en brunaktig bulbyl med lång stjärt. Stjärten är roströd och strupen ljusare beigefärgade. Över och under ögat syns ljusa halvmånar. Arten är mycket lik katangagrönbulbylen, har mörkare näbb och ben samt är brunare, mörkare och mer färglös i fjäderdräkten. Bland lätena hörs olika tjattriga och nasala, mörka läten.

## Utbredning och systematik
Fågeln förekommer i strandvegetationen i allra västligaste Kongo-Kinshasa, i Cabinda och västra Angola. Den behandlas som monotypisk, det vill säga att den inte delas in i några underarter.

## Levnadssätt
Arten hittas i galleriskog, plantage, ungskog och lummigt öppet skogslandskap.

## Status och hot
Arten har ett stort utbredningsområde, men tros minska i antal, dock inte tillräckligt kraftigt för att den ska betraktas som hotad. Internationella naturvårdsunionen IUCN listar arten som livskraftig (LC).